# VoipBuster
VoipBuster è uno dei servizi di telefonie per Internet (anche chiamato VoIP o voce su IP) dell'impresa Betamax GmbH & CO in Germania. Precedentemente VoipBuster era un servizio dell'impresa Svizzera Finarea il SUO con sede a Lugano.